# Sistema mnemônico fonético
Sistema Mnemônico Fonético, também chamado de Sistema Numérico Fonético, ou ainda Sistema Mnemônico de Hérigone, é uma técnica mnemônica usada para auxiliar na memorização de números.
O sistema funciona convertendo números em consoantes e depois em palavras adicionando vogais. O sistema funciona com base no princípio de que as imagens podem ser lembradas mais facilmente do que os números.
Uma explicação notável deste sistema foi dada no livro de Martin Gardner "The First Scientific American Book of Mathematical Puzzles and Diversions", que desde então foi republicado na The New Martin Gardner Mathematical Library como "Hexaflexagons, Probability Paradoxes, and the Tower of Hanoi". Neste, Gardner traça a história do sistema de volta a Pierre Hérigone e Richard Gray com usos de Lewis Carroll e Gottfried Wilhelm Leibniz.

## Antecedentes históricos

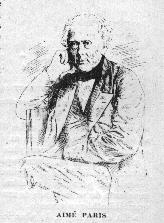
Aimé Paris (1798–1866)

Na Grécia antiga, os números eram representadas por letras. As opções associadas foram eliminadas com o uso de algarismos romanos. Em contraste, na Índia, no Sistema Katapayadi, letras, atestadas pela primeira vez em 683 d.C., foram combinadas com números, permitindo que os números fossem substituídos por palavras. Não está totalmente claro como Pierre Hérigone se "apossou" sobre esses modelos. De qualquer forma, em 1634 ele foi o primeiro a publicar um código numérico na Europa. Neste contexto, às vezes é usado o código numérico de acordo com Hérigone. O código numérico foi desenvolvido por Johann Justus Winckelmann sob o pseudônimo de Stannislaus Mink von Wennshein em meados do Século XVII.
Como resultado, várias tentativas foram feitas para desenvolver um código de dígito ideal. Richard Gray introduziu um sistema complicado em 1730 no qual consoantes e vogais formam os números. Certas letras têm funções especiais. Em 1808 Gregor von Fainaigle publicou uma atribuição melhorada de números para sons de vogais. Ele reverteu a alocação do oito e do nove. Johann Christoph von Aretin também publicou sua própria abordagem em 1810. Esses sistemas não puderam prevalecer devido a várias deficiências, incluindo a falta de praticabilidade.
No entanto, o desenvolvimento decisivo veio de Aimé Paris, que apresentou seu código numérico em 1825 e o desenvolveu ainda mais nos anos seguintes. Os momentos decisivos foram a singularidade da atribuição, que também torna o código utilizável como ferramenta de ordenação, e o uso de sons em vez de letras, o que torna o sistema intuitivo e independente da atribuição fonético-letra dos idiomas utilizados e assim de ortografia. É por isso que se considera Aimé Paris como a primeira pessoa a publicar uma versão do sistema mnemônico em sua forma moderna.
O major polonês Bartlomiej Beniowski conheceu o código em um curso com Aimé Paris. Ele o apresentou à Inglaterra como um treinador de memória, razão pela qual o código foi chamado de Código Maior ou Sistema Maior por causa de seu suposto posto militar de major. Beniowski publicou uma versão do sistema em seu livro, The Anti-Absurd or Phrenotypic English Pronuncing and Orthographic Dictionary.